# Équipe cycliste Sojasun
L'équipe cycliste Sojasun est une ancienne équipe française de cyclisme professionnel sur route ayant le statut d'équipe continentale professionnelle. L'équipe est dirigée par l'ancien coureur professionnel Stéphane Heulot et est gérée par son entreprise Breizh Cyclism Compétition. Le sponsor de l'équipe est la société Sojasun, spécialisée dans la conception de produits alimentaires à base de soja.
Fondée au début de la saison 2009 sous le nom de Besson Chaussures-Sojasun, la formation évoluait avec le statut d'équipe continentale. Elle devient continentale professionnelle en 2010 sous le nom de Saur-Sojasun, et conserve ce statut en 2013 malgré le départ d'un de ces sponsors, le groupe Saur.
L'équipe participe principalement aux épreuves des circuits continentaux, mais elle bénéficie parfois d'invitation pour des courses du calendrier UCI World Tour. Ainsi, elle a disputé le Tour de France chaque année de 2011 à 2013. Les Français Jonathan Hivert, Julien Simon et Brice Feillu sont les principaux coureurs de l'équipe Sojasun, qui a terminé la saison 2012 à la première place du classement de l'UCI Europe Tour.

## Histoire de l'équipe
Le projet de création d'une équipe continentale est lancé en 2008 par Stéphane Heulot, ancien coureur professionnel et alors directeur sportif de l'équipe Super Sport 35-ACNC. La structure nommée Breizh Cyclisme Competition est créée, avec un budget de 1,5 million d'euros, et l'objectif de participer au Tour de France 2010.

### 2009 Besson Chaussures-Sojasun

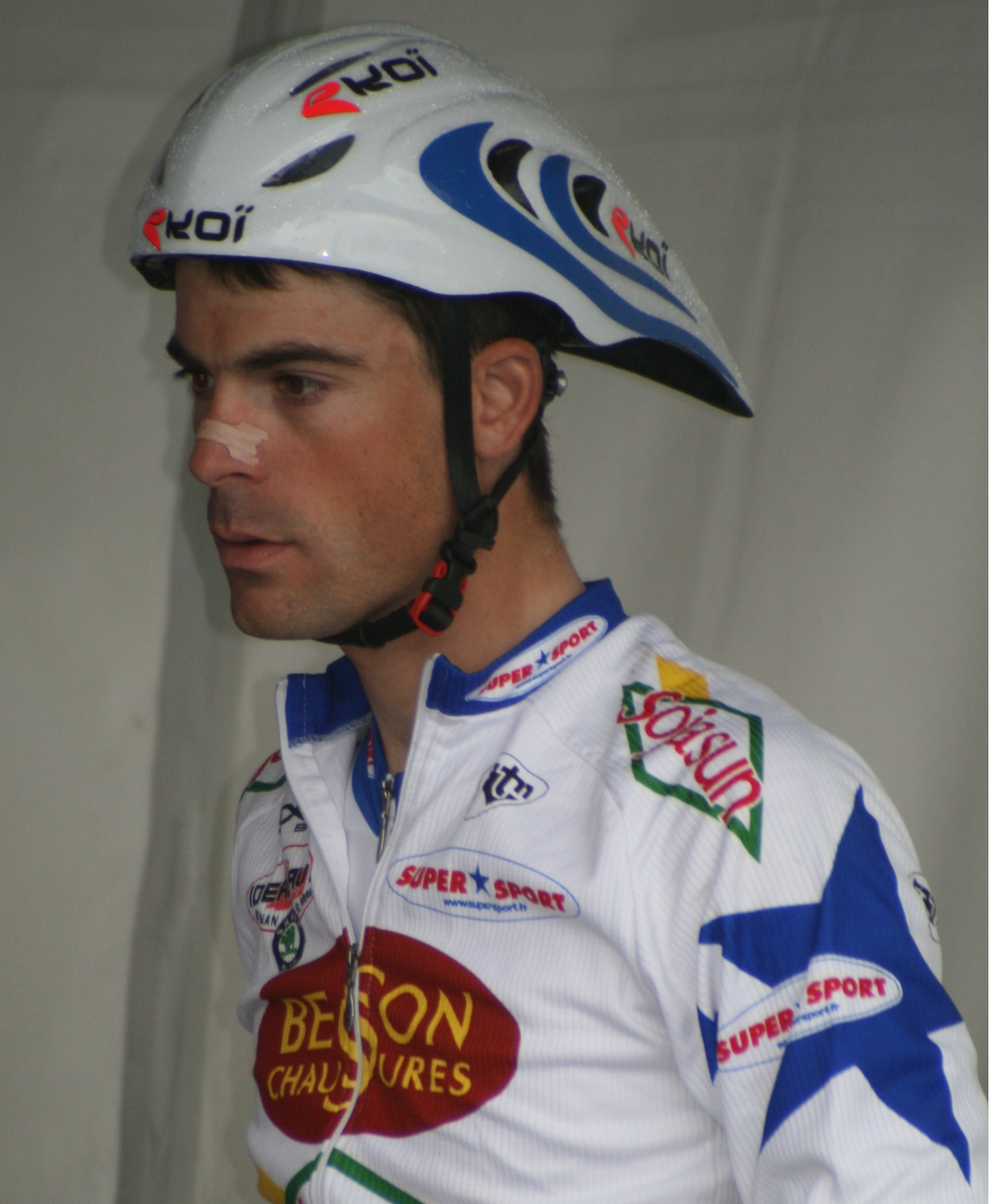
Jimmy Engoulvent aux Quatre Jours de Dunkerque 2009.

Sponsorisée par le groupe Vivarte, propriétaire de Super Sport, l'équipe prend le nom de Besson Chaussures, l'une des autres marques du groupe. L'équipe amateur Super Sport est maintenue en Division nationale 1 avec l'objectif de tenir le rôle de réserve de jeunes coureurs pour l'équipe professionnelle.
Besson Chaussures avait déjà sponsorisé une équipe en 1999 et 2000. Le fondateur de Besson Chaussures, Jean Besson a été coureur dans les années 1950. Cette première équipe était basée à Aulnat dans le Puy-de-Dôme.
L'équipe démarre avec le statut d'équipe continentale, et pour directeurs sportifs Stéphane Heulot et Nicolas Guillé, ancien directeur sportif de l'UC Nantes Atlantique. Elle s'articule autour de treize coureurs, tous de nationalité française. Parmi ces coureurs, quatre sont issus de la formation Crédit agricole, retraitée des pelotons à la fin de l'année 2008, trois coureurs arrivent en provenance de l'équipe Agritubel, deux d'Auber 93 et un d'AG2R La Mondiale. Enfin, trois coureurs signent leur premier contrat professionnel. L'un d'entre eux, Julien Simon, avait été membre de la structure Super Sport 35-ACNC dirigée par Stéphane Heulot avant de passer professionnel au sein du Crédit agricole.
Dès le mois de février, l'équipe Besson Chaussures-Sojasun remporte ses premiers succès grâce au sprinter Jimmy Casper, vainqueur des deux premières étapes de l'Étoile de Bessèges, ainsi que le classement par points. À la fin du mois d'avril, après de nouveaux succès sur Paris-Camembert et le Grand Prix de Denain, Jimmy Casper est le nouveau leader du classement de l'UCI Europe Tour devant l'Italien Alessandro Petacchi.
Pour sa première saison, l'équipe totalise 22 victoires sur des courses du calendrier UCI, ce qui en fait la 8e équipe la plus victorieuse de l'année à égalité avec La Française des Jeux. Avec respectivement 10 et 7 victoires, Jimmy Casper et Jimmy Engoulvent sont les deux coureurs français à avoir remporté le plus grand nombre de courses pour la saison 2009. Besson Chaussures-Sojasun se classe 8e de l'UCI Europe Tour avec 1 208 points. Son coureur le mieux placé, Jimmy Casper, occupe la 3e place du classement individuel et remporte également la Coupe de France.

### 2010-2012 Saur-Sojasun

#### Saison 2010

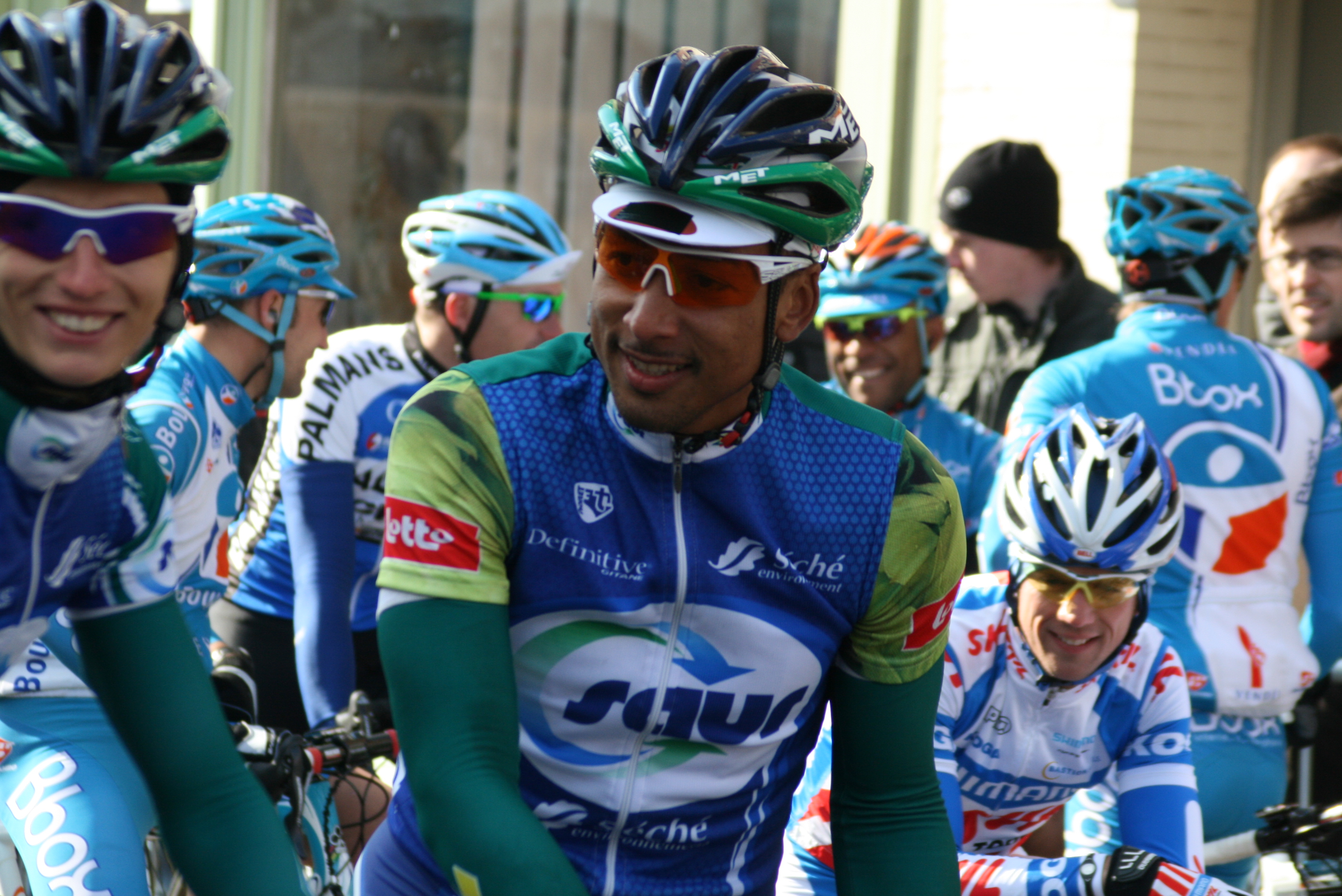
Rony Martias aux Trois Jours de Flandre-Occidentale en 2010.

Pour la saison 2010, la formation bretonne intègre la catégorie « Continental Pro » grâce à l'arrivée d'un nouveau sponsor, le groupe de traitement des eaux Saur. Désormais nommée Saur-Sojasun, l'équipe se compose de 19 coureurs, parmi lesquels Jérôme Coppel, vainqueur de la Route Adélie la saison précédente et grand espoir du cyclisme français, Jonathan Hivert et Cyril Lemoine,. Elle enregistre également l'arrivée d'un nouveau directeur sportif, Lylian Lebreton, ancien coéquipier de Stéphane Heulot.
L'équipe entame sa saison par un succès de Jonathan Hivert sur le Grand Prix d'ouverture La Marseillaise, première épreuve du calendrier européen. Alors que l'objectif principal était une sélection pour le Tour de France, l'équipe n'est finalement pas retenue. Elle est néanmoins invitée à participer à des courses du calendrier ProTour, où elle réussit à faire bonne figure : Jérôme Coppel se classe 10e de Paris-Nice et 5e du Critérium du Dauphiné, confirmant ainsi ses bonnes dispositions pour les courses à étapes. Saur-Sojasun compte pour sa deuxième saison 26 victoires et se classe ainsi 2e de l'UCI Europe Tour avec 1 564 points. Coppel, vainqueur sur le Tour du Doubs, le Rhône-Alpes Isère Tour et le Tour du Gévaudan Languedoc-Roussillon, est le coureur le mieux placé au classement individuel avec une 14e place. Jimmy Casper est une nouvelle fois le coureur ayant remporté le plus de victoires pour l'équipe, levant les bras à 7 reprises, dont une victoire d'étape sur le Tour d'Oman. Jimmy Engoulvent récolte cinq victoires, dont le Tour du Poitou-Charentes. Jonathan Hivert termine 3e du classement individuel de la Coupe de France.

#### Saison 2011

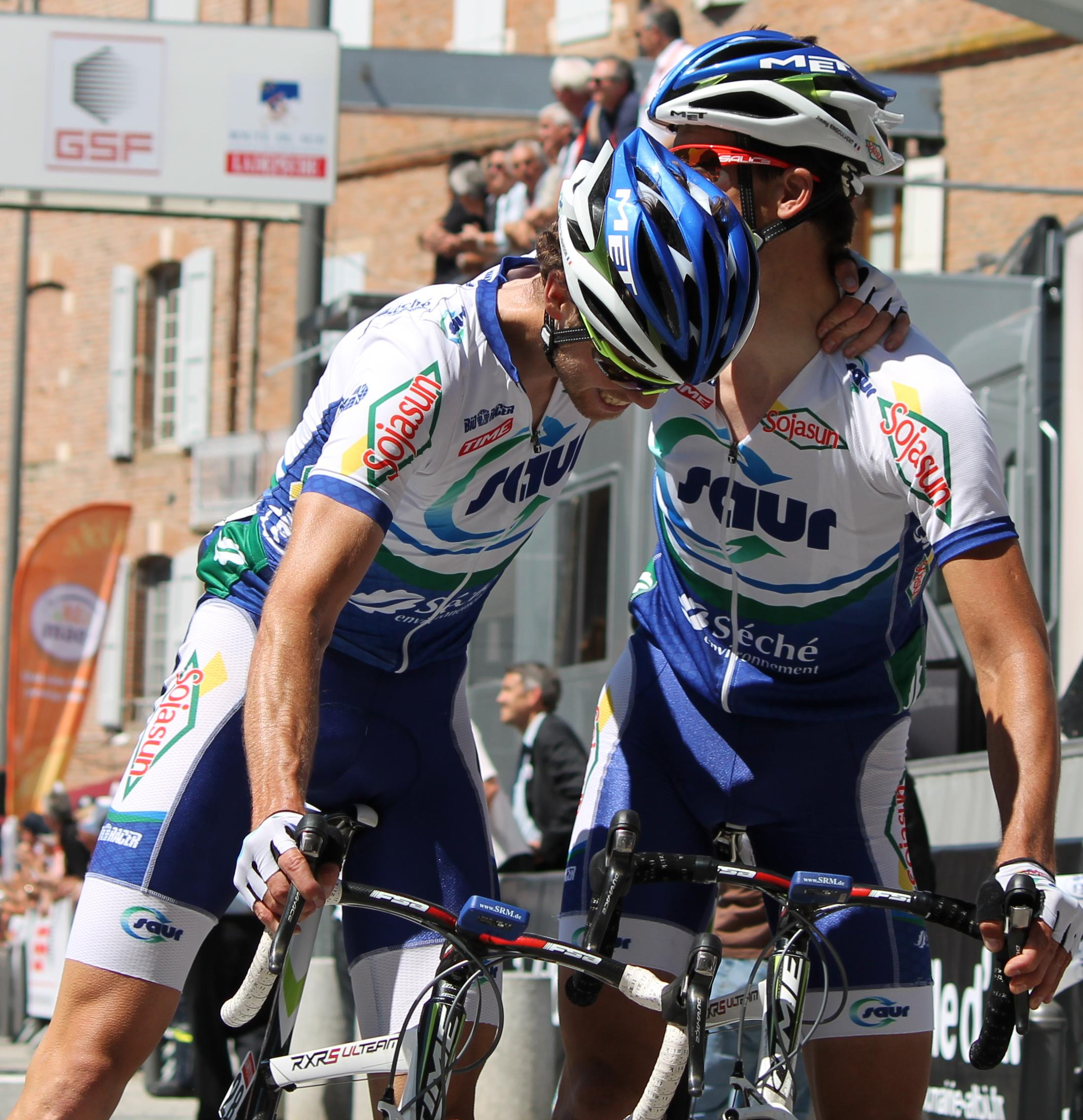
Jimmy Engoulvent et Yannick Talabardon réjouis après la victoire de leur coéquipier Stéphane Poulhiès chez lui à Albi, lors de la Route du Sud 2012.

En 2011, l'équipe Saur-Sojasun, désormais composée de 23 coureurs, obtient une invitation pour le Tour de France et dispute ainsi sa première grande boucle en juillet. Plusieurs coureurs de l'équipe s'y distinguent en prenant part à des échappées, Yannick Talabardon étant par ailleurs désigné comme le plus combatif de la 7e étape,. Jérôme Coppel, leader de l'équipe, se classe 13e du classement général.
Sur le reste de la saison, Saur-Sojasun remporte 17 victoires, et se classe 4e de l'UCI Europe Tour avec 1 448,75 points. Avec 6 victoires, dont le Grand Prix de Denain et les Boucles de la Mayenne, Jimmy Casper est le coureur le plus prolifique de l'équipe, tandis que Julien Simon est le mieux placé au classement individuel avec la 27e place. Vainqueur de la Polynormande, Anthony Delaplace termine au 4e rang de la Coupe de France.
Après la suspension d'Alberto Contador en février 2012 pour deux ans avec effet rétroactif, Jérôme Coppel, initialement classé deuxième d'une étape et du classement général du Tour de Murcie derrière le coureur espagnol, est déclaré vainqueur des deux courses,, portant ainsi le total de victoires de l'équipe à 19.

#### Saison 2012
Après avoir remporté 23 courses en trois saisons, Jimmy Casper quitte Saur-Sojasun pour rejoindre la formation AG2R La Mondiale. Afin d'obtenir une nouvelle invitation pour le Tour de France, l'effectif est bâti autour du leader Jérôme Coppel, avec notamment les arrivées des grimpeurs Brice Feillu, vainqueur d'une étape sur le Tour de France 2009, David Le Lay et Maxime Méderel. Le manager Stéphane Heulot annonce également son ambition de rejoindre la catégorie World Tour à moyen terme.
Habituée aux succès dès les premiers rendez-vous de l'année, la formation Saur-Sojasun entame la saison 2012 par les victoires d'étapes de Stéphane Poulhiès et Jérôme Coppel sur l'Étoile de Bessèges, Coppel s'adjugeant également le classement général. Au mois de mars, Julien Simon permet à l'équipe de glaner ses premiers succès sur une course du calendrier World Tour en remportant deux étapes du Tour de Catalogne,. Saur-Sojasun s'offre une troisième victoire dans une épreuve World Tour grâce à Jonathan Hivert, vainqueur d'étape sur le Tour de Romandie. Jimmy Engoulvent, qui s'impose sur les Quatre Jours de Dunkerque, offre à l'équipe une autre victoire de prestige.
Pour la deuxième année consécutive, Saur-Sojasun reçoit une invitation pour le Tour de France. Frappé par une bronchite, son leader Jérôme Coppel ne parvient pas à rééditer sa performance de 2011, et termine finalement au 21e rang du classement général.
Totalisant 17 victoires sur la saison, la formation Saur-Sojasun remporte l'UCI Europe Tour avec 1 667 points. Avec la 6e place du classement individuel, Julien Simon est le mieux placé des coureurs de l'équipe bretonne pour la deuxième année consécutive. En dépit de ces bons résultats, le groupe Saur décide de ne pas renouveler son partenariat, et le manager Stéphane Heulot annonce dès le début du mois d'août être à la recherche d'un nouveau sponsor. Après plusieurs mois de recherches infructueuses, il annonce que la société Sojasun reste seul sponsor de son équipe pour la saison 2013.

### 2013 Sojasun

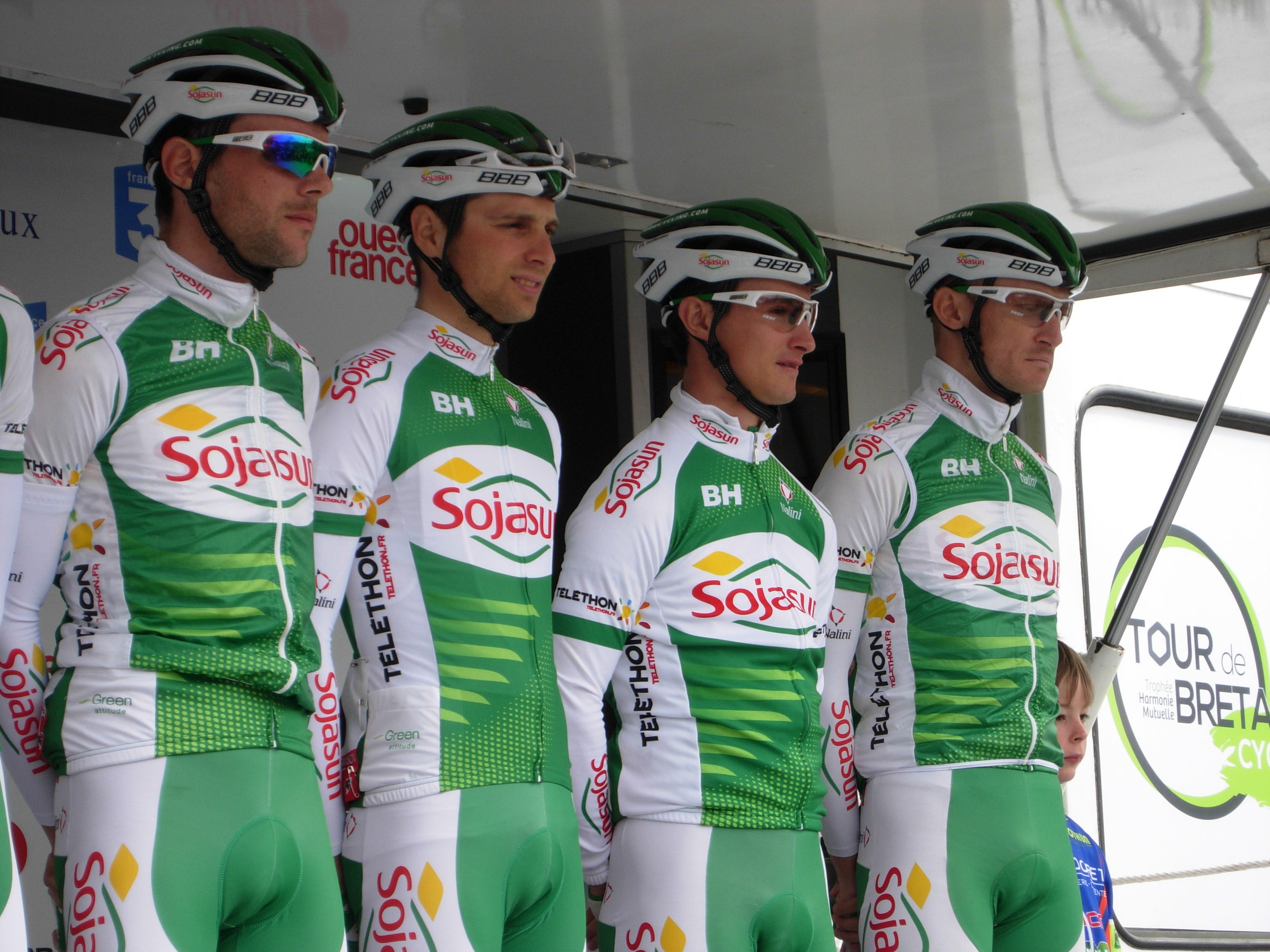
Présentation des coureurs de l'équipe Sojasun pendant le Tour de Bretagne 2013

L'équipe Sojasun se présente en 2013 avec un effectif quelque peu remanié : six départs sont enregistrés, dont celui de Jérôme Coppel, leader de l'équipe depuis trois saisons, qui rejoint Cofidis. À l'inverse, six coureurs rejoignent les rangs de la formation bretonne, parmi lesquels le néo-pro Alexis Vuillermoz, champion du monde de cross-country par équipes en 2008, ou encore le Lituanien Evaldas Šiškevičius, premier coureur étranger à évoluer au sein de l'équipe depuis sa création.
Le premier succès de Sojasun intervient dès le début du mois de février avec la victoire de Jonathan Hivert dans le classement général de l'Étoile de Bessèges. Hivert remporte également deux victoires d'étapes sur le Tour d'Andalousie, devant des coureurs renommés comme Alejandro Valverde, Bauke Mollema ou Tyler Farrar,. Ces trois succès lui permettent d'être en tête du classement individuel de l'UCI Europe Tour à la fin du mois de février. Jimmy Engoulvent apporte une quatrième victoire à la formation bretonne en s'imposant sur le prologue du Tour de Luxembourg pour la quatrième fois de sa carrière.
En 2013, Sojasun obtient une nouvelle invitation pour le Tour de France, c'est la troisième participation de l'équipe à la Grande boucle. Lors de la 14e étape, Julien Simon passe tout près de la victoire, en étant repris dans le dernier kilomètre après une échappée en solitaire.
À la fin du Tour de France, la pérennité de l'équipe au sein des pelotons est clairement menacée : la société Sojasun déclare ne plus vouloir supporter la majorité du budget et annonce qu'elle ne prolongera son partenariat avec l'équipe au terme de l'année 2013 qu'à la condition qu'un co-sponsor soit trouvé.

## Palmarès et statistiques

### Classements UCI

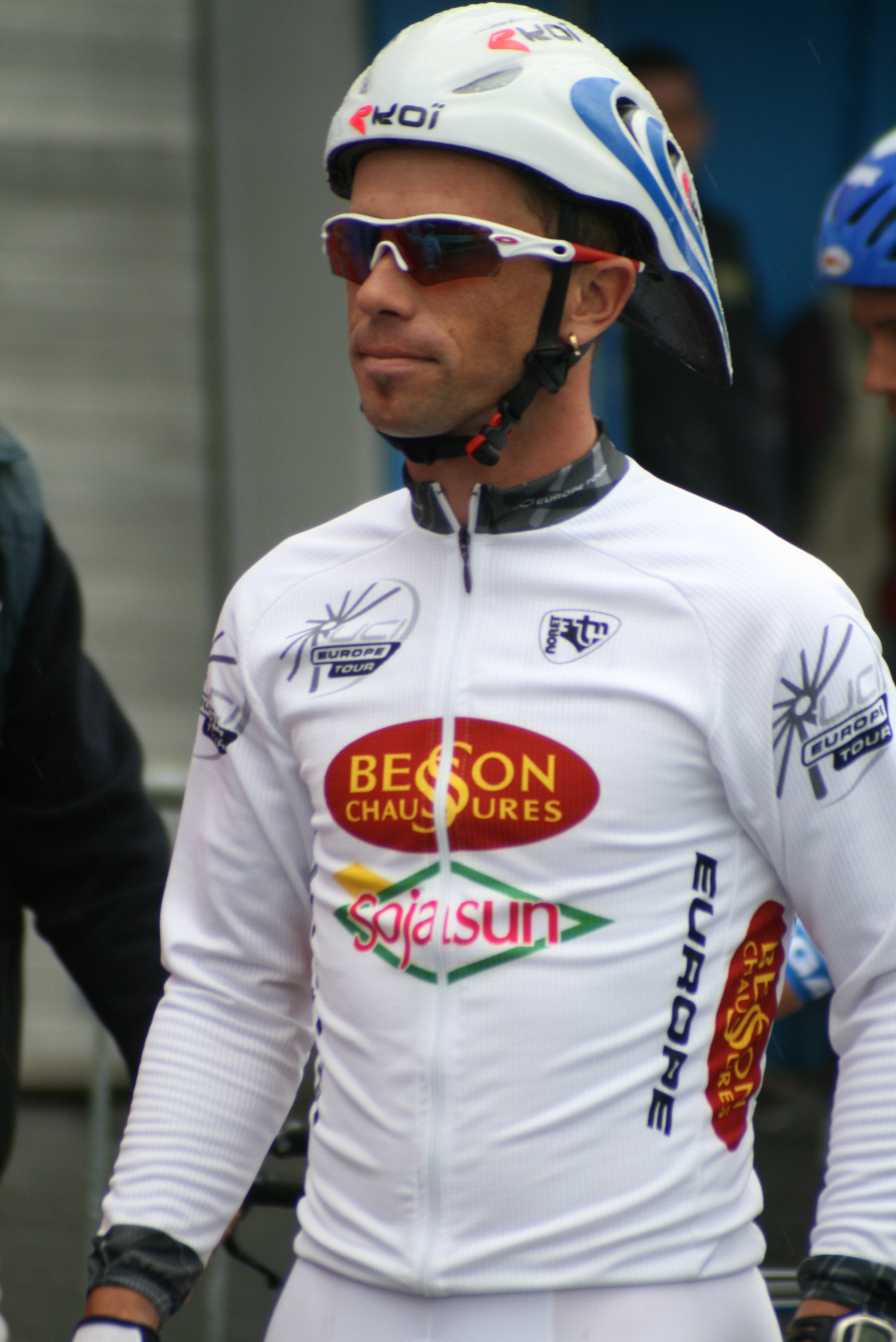
Jimmy Casper porteur du maillot de leader de l'UCI Europe Tour 2009

Durant sa première saison, l'équipe Saur-Sojasun participe à des épreuves de l'UCI Europe Tour.
En 2010 elle est invitée à des épreuves du calendrier mondial. Elle figurera au classement mondial, établi sur la base de ce calendrier.
UCI Asia Tour
| Saison | Classement par équipes | Meilleur coureur au classement individuel |
| ------ | ---------------------- | ----------------------------------------- |
| 2010   | 57e                    | Jimmy Casper (297e)                       |

UCI Europe Tour
| Saison | Classement par équipes | Meilleur coureur au classement individuel |
| ------ | ---------------------- | ----------------------------------------- |
| 2009   | 8e                     | Jimmy Casper (3e)                         |
| 2010   | 2e                     | Jérôme Coppel (14e)                       |
| 2011   | 4e                     | Julien Simon (27e)                        |
| 2012   | 1re                    | Julien Simon (6e)                         |
| 2013   | 9e                     | Jonathan Hivert (8e)                      |

Depuis 2009, un classement mondial a été mis en place.
| Saison | Classement par équipes | Meilleur coureur au classement individuel |
| ------ | ---------------------- | ----------------------------------------- |
| 2010   | 27e                    | Jérôme Coppel (78e)                       |

### Bilan sur les grands tours
Depuis 2011, Saur-Sojasun a participé à trois grands tours : le Tour de France 2011, 2012 et 2013.
| Course              | Meilleur coureur au classement individuel | Classements annexes | Victoires d'étapes | Classement par équipes |
| Tour de France 2011 | Jérôme Coppel (14e)                       |                     |                    | 17e                    |
| Tour de France 2012 | Jérôme Coppel (21e)                       |                     |                    | 13e                    |
| Tour de France 2013 | Alexis Vuillermoz (46e)                   |                     |                    | 15e                    |

## Sojasun en 2013

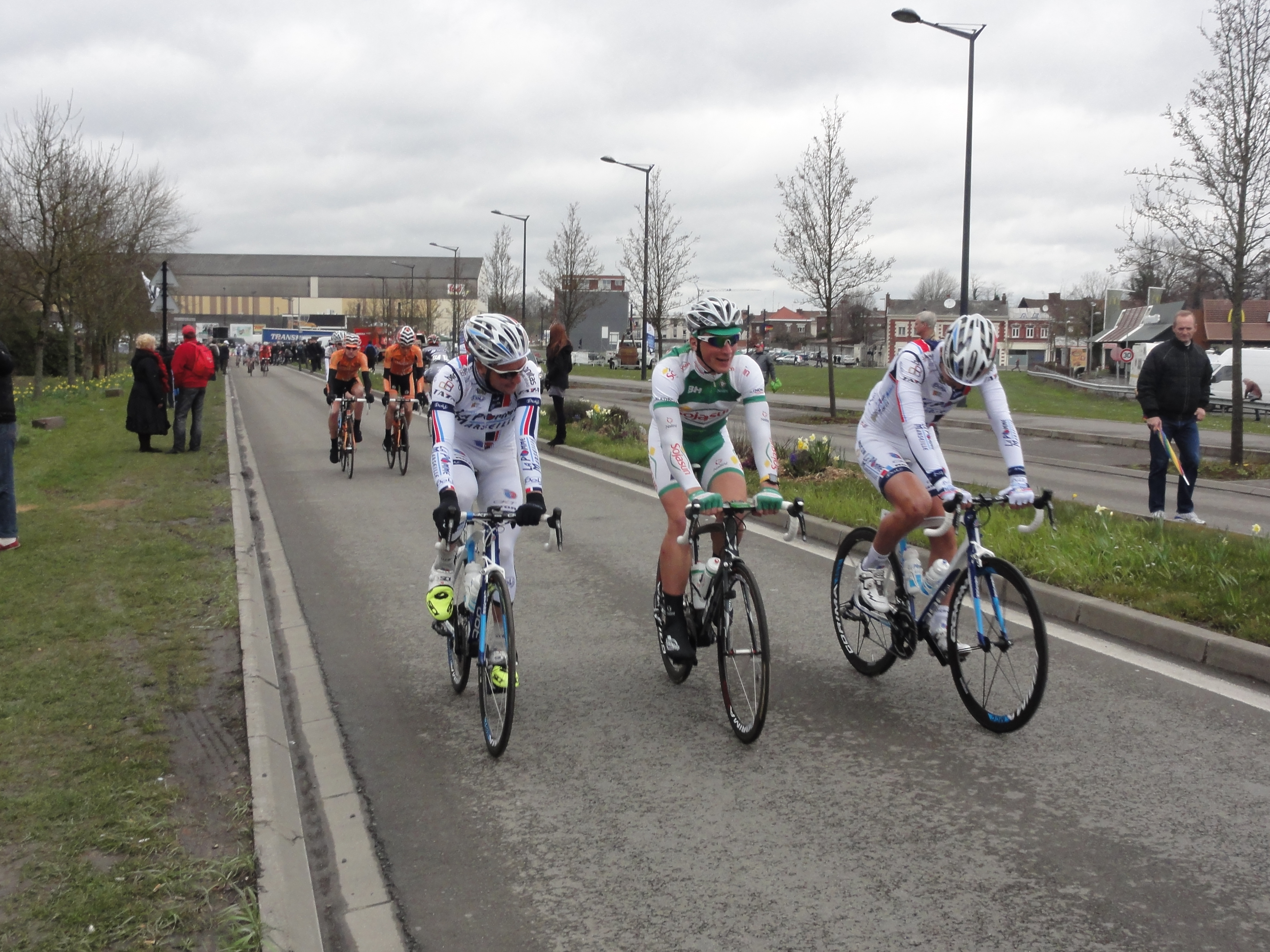
Evaldas Šiškevičius (au centre) au Grand Prix de Denain 2013.

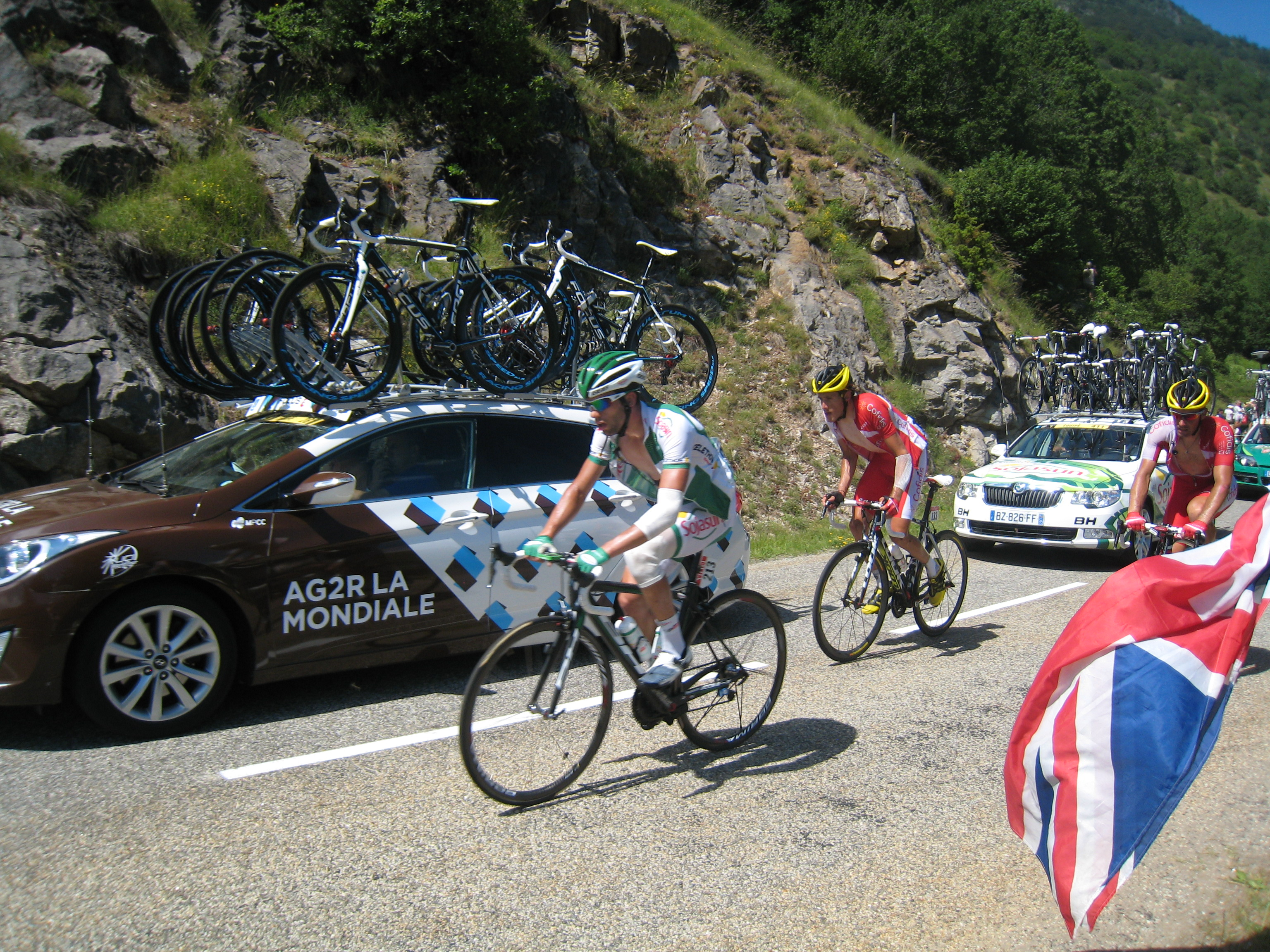
Julien El Fares sur le Tour de France 2013.

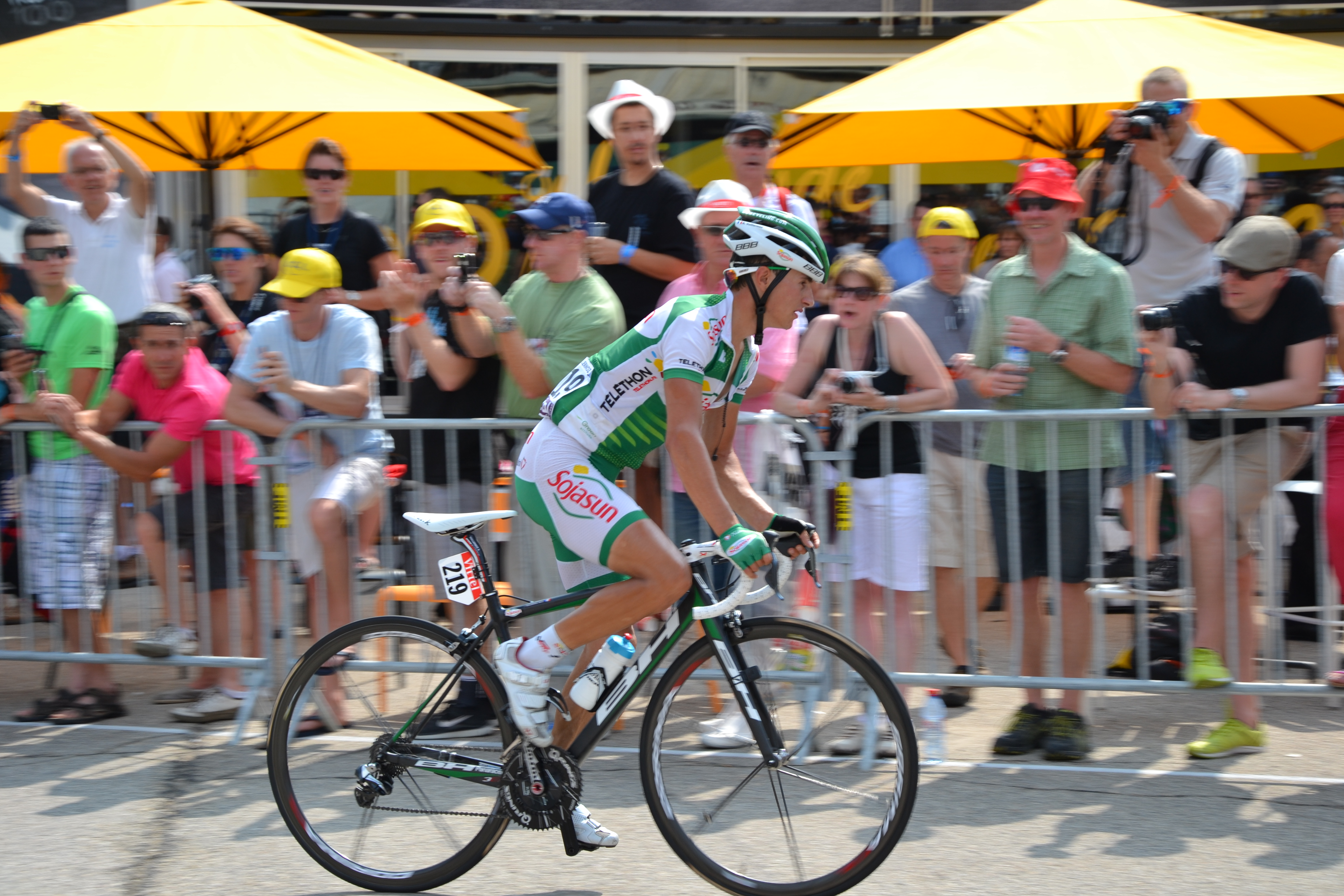
Alexis Vuillermoz dans l'ascension du Mont Ventoux.

### Effectif
| Coureur             | Date de naissance | Nationalité | Équipe 2012             | Équipe 2014                  |
| ------------------- | ----------------- | ----------- | ----------------------- | ---------------------------- |
| Maxime Daniel       | 05.06.1991        | France      | Sojasun espoir-ACNC     | AG2R La Mondiale             |
| Anthony Delaplace   | 11.09.1989        | France      | Saur-Sojasun            | Bretagne-Séché Environnement |
| Julien El Fares     | 01.06.1985        | France      | Type 1-Sanofi           | La Pomme Marseille 13        |
| Jimmy Engoulvent    | 07.12.1979        | France      | Saur-Sojasun            | Europcar                     |
| Brice Feillu        | 26.07.1985        | France      | Saur-Sojasun            | Bretagne-Séché Environnement |
| Jérémie Galland     | 08.04.1983        | France      | Saur-Sojasun            | retraite                     |
| Jonathan Hivert     | 23.03.1985        | France      | Saur-Sojasun            | Belkin                       |
| Fabrice Jeandesboz  | 04.12.1984        | France      | Saur-Sojasun            | Europcar                     |
| Christophe Laborie  | 05.08.1986        | France      | Saur-Sojasun            | Bretagne-Séché Environnement |
| David Le Lay        | 30.12.1979        | France      | Saur-Sojasun            | BIC 2000                     |
| Cyril Lemoine       | 03.03.1983        | France      | Saur-Sojasun            | Cofidis                      |
| Jean-Marc Marino    | 15.08.1983        | France      | Saur-Sojasun            | Cannondale                   |
| Rony Martias        | 04.08.1980        | France      | Saur-Sojasun            | assistant Europcar           |
| Maxime Méderel      | 19.09.1980        | France      | Saur-Sojasun            | Europcar                     |
| Jean-Lou Paiani     | 23.12.1988        | France      | Saur-Sojasun            | Roubaix Lille Métropole      |
| Rémi Pauriol        | 04.04.1982        | France      | FDJ-BigMat              | retraite                     |
| Paul Poux           | 09.07.1984        | France      | Saur-Sojasun            | retraite                     |
| Fabien Schmidt      | 23.03.1989        | France      | Roubaix Lille Métropole | UC Nantes Atlantique         |
| Evaldas Šiškevičius | 30.12.1988        | Lituanie    | La Pomme Marseille      | La Pomme Marseille 13        |
| Julien Simon        | 04.10.1985        | France      | Saur-Sojasun            | Cofidis                      |
| Yannick Talabardon  | 06.07.1981        | France      | Saur-Sojasun            | retraite                     |
| Étienne Tortelier   | 14.04.1990        | France      | Saur-Sojasun            | VC Pays de Loudéac           |
| Alexis Vuillermoz   | 01.06.1988        | France      | CC Étupes               | AG2R La Mondiale             |
| Stagiaire           | Date de naissance | Nationalité | Équipe 2013             | Équipe 2014                  |
| Julien Guay         | 09.10.1986        | France      | Sojasun espoir-ACNC     |                              |
| Guillaume Martin    | 09.06.1993        | France      | Sojasun espoir-ACNC     |                              |
| Maxime Renault      | 02.01.1990        | France      | Sojasun espoir-ACNC     | BigMat-Auber 93              |

### Victoires
| Date       | Course                                     | Pays       | Classe | Vainqueur        |
| ---------- | ------------------------------------------ | ---------- | ------ | ---------------- |
| 03/02/2013 | Classement général de l'Étoile de Bessèges | France     | 2.1    | Jonathan Hivert  |
| 18/02/2013 | 1re étape du Tour d'Andalousie             | Espagne    | 2.1    | Jonathan Hivert  |
| 19/02/2013 | 2e étape du Tour d'Andalousie              | Espagne    | 2.1    | Jonathan Hivert  |
| 12/06/2013 | Prologue du Tour de Luxembourg             | Luxembourg | 2.HC   | Jimmy Engoulvent |
| 14/08/2013 | 6e étape du Tour du Portugal               | Portugal   | 2.1    | Maxime Daniel    |

## Saisons précédentes
| - Saison 2009 - Saison 2010 - Saison 2011 | - Saison 2012 - Saison 2013 |